# 구스코의 변
구스코의 변(藥子の變)는 헤이안 시대 초기에 일어난 사건. 헤이제이 상황과 사가 천황의 대립에서 사가 천황측의 기민한 군사행동으로 헤이제이 상황이 출가하는 것으로 끝났으며, 헤이제이 상황의 애첩이었던 후지와라노 구스코(藤原藥子)나, 그 오빠인 후지와라노 나카나리(藤原仲成) 등이 처벌되었다. '구스코의 변'이라는 난의 명칭도 이전에는 후지와라노 구스코 등이 중심이 되어 난을 일으킨 것으로 여겨져 붙여진 명칭이었지만, 율령제 아래서의 태상천황(太上天皇) 제도로 상황과 천황이 왕권을 나누어 맡은 데에서 이 사건의 발단이 일어났다는 평가가 이루어지면서, 2003년경부터 일본의 일부 고등학교 교과서에서는 헤이제이 태상천황의 변이라는 표현이 쓰이고 있다.

## 배경
806년, 간무 천황이 붕어하고 황태자 안덴(安殿) 친왕이 즉위하였다.(헤이제이 천황). 헤이제이 천황은 남동생 진노(神野) 친왕(훗날의 사가 천황)을 황태제로 삼았는데, 여기에는 병약한 헤이제이 천황 자신의 건강이나 천황의 자식들까지 어렸기에 황위를 적자에게 잇게 하기엔 현실적으로 곤란하겠다고 여긴 간무 천황의 의향이 있었다고도 한다. 하지만 이듬해에 이미 천황의 이복 동생 이요(伊予) 친왕이 갑작스런 모반 혐의로 죽임을 당하는 등 황위계승을 둘러싼 일본 궁정의 분쟁은 수습될 줄을 몰랐다.
809년 4월 갑작스럽게 병을 얻은 헤이제이 천황은 자신의 병을 앞서 아버지에게 처형된 숙부 사와라(早良) 친왕이나 친동생 이요 친왕의 망령 때문이라 여겼고, 재난을 피하기 위해 양위를 결심했는데, 이때 천황의 양위를 극구 반대한 것이 당시 헤이제이 천황의 총애를 받으며 권세를 휘두르고 있던 상시(尙侍) 후지와라노 구스코와 그 오빠 후지와라노 나카나리였다. 하지만 천황은 양위에 대한 강한 의사를 보이며 동년 4월 13일에 양위, 진노 친왕이 뒤를 이어 즉위하였다(사가 천황). 황태자로는 헤이제이 천황의 아들인 다카오카(高岳) 친왕이 책봉되었다.
810년, 퇴위한 헤이제이 상황은 구도 헤이조쿄(平城京)로 거처를 옮겼다. 그런데 헤이제이 상황이 천황으로 있던 시절에 설치했던 관찰사 제도를 사가 천황이 개정하려고 한 것에 대해 상황은 불쾌하게 여겼고, 삽시간에 상황의 조정(헤이조쿄)과 천황의 조정(헤이안쿄)으로 파벌이 나뉘어 대립하게 되었다. 이 대립을 뒤에서 조장한 것도 헤이제이 상황의 복위를 획책하고 있던 구스코나 나카나리였다고 한다. 게다가 구스코가 당시 맡고 있었던 상시라는 직책은 천황이 태정관(太政官)에 대해 내리는 명령서인 내시선(內侍宣)의 발급을 관장하는 직책이었으며, 당시 정계의 관념에서는 태상천황을 천황과 마찬가지로 국정에 관여할 수 있는 위치로 여겼기에, 경우에 따라서는 상황이 구스코의 직권으로 내시선을 내어 태정관을 움직이는 사태도 일어날 수 있었다.
또한 사가 천황은 3월에 쿠란도도코로(蔵人所)를 설치하고, 6월에는 조를 내려 관찰사를 폐지하고 산기(參議)를 부활시켰다. 이는 결정적으로 헤이제이 상황을 자극하게 된다.

## 경과
두 조정의 대립이 깊어지는 가운데, 9월 6일, 헤이제이 상황은 헤이안쿄를 폐하고 헤이조쿄로 천도한다는 조칙을 내렸다. 이는 사가 천황에게 있어서는 생각치 못한 사건이었고, 천황은 일단 이에 따를 기색을 보이며 사카노우에노 다무라마로(坂上田村麻呂), 후지와라노 후유쓰구(藤原冬嗣), 기노 다카미(紀田上) 등을 왕성 조영을 위한 조궁사(造宮使)로 임명한다. 이들은 모두 사가 천황의 신임을 받고 있던 측근들이었다.
천도 소식에 인심은 몹시 동요했고, 결국 천도를 거부하기로 결단한 사가 천황은 9월 10일에 사절을 보내 이세·오미·미노의 고쿠후(國府)와 관문을 봉쇄하게 하고는 나카나리를 체포해 우병위부(右兵衛府)에 감금해버린 뒤, 그를 좌천시키고 구스코가 가지고 있던 상시로서의 관위를 박탈하며 죄를 물을 것이라는 조를 내렸다. 또한 사카노우에노 다무라마로를 다이나곤(大納言)으로 승진시키고 후지와라노 후유쓰구는 식부대보(式部大輔), 기노 다카미는 오와리노카미(尾張守)에 임명하였다. 다음날 천황은 밀사를 헤이조쿄에 보내 후지와라노 마나쓰(藤原眞夏)·훈야노 와타마로(文室綿麻呂) 등의 몇몇 대관들을 소환했는데, 훈야노 와타마로는 상황파로 지목되어 좌위사부(左衛士府)에 갇힌다.
사가 천황의 움직임을 알게 된 헤이제이 상황은 격노하여 자신이 몸소 도고쿠(東國)로 가서 거병할 것을 결단하였다. 주나곤(中納言) 후지와라노 가도노마로(藤原葛野麻呂) 등의 군신이 극구 말리는 것도 듣지 않고 상황은 구스코와 함께 가마에 올라 동쪽으로 향했고, 사가 천황은 사카노우에노 다무라마로에게 상황이 동쪽으로 가지 못하게 막을 것을 명했다. 다무라마로는 출발에 임하여 일찍이 에미시(蝦夷) 정벌의 전우였던 훈야노 와타마로의 금고를 풀어줄 것을 요청했고, 와타마로는 사면받고 산기에 임명되었다. 이 날 밤 나카나리는 누군가가 쏜 화살에 맞아 살해되었다. 이는 헤이안 시대의 정권이 율령에 근거한 사형으로 처벌한 얼마 안되는 사례였으며, 이후 1156년의 호겐의 난으로 미나모토노 다메요시가 사형에 처해질 때까지 약 346년간 단 한 건의 사형도 없었다.
야마토국 소에카미(添上) 군 다무라(田村)까지 이른 헤이제이 상황은 이미 다무라마로의 병사가 방비를 굳게 하고 지키고 있음을 깨달았고, 도저히 이길 수 없겠다는 판단에 결국 헤이조쿄로 돌아왔다. 9월 12일에 상황은 헤이조쿄에서 머리를 깎고 출가했으며, 구스코는 독을 마시고 자살했다.

## 처치
사건 이후 사가 천황은 관계자에 대해서는 관용을 베푼다는 조를 내렸다. 다카오카 친왕은 폐태자되고 대신 천황의 남동생 오오토모 친왕(훗날의 준나 천황)이 황태자로 책봉되었다. 덧붙여 824년에 헤이제이 상황이 붕어했을 때는 이미 퇴위한 상태였던 사가 상황의 요망에 의해 준나 천황의 이름으로 관계자에 대한 사면령이 내려지기도 했으며, 승려 구카이(空海)는 사가 천황측의 승리를 기원하여 이후 일본 불교계 제1의 실력자가 되는 계기를 마련했다.